# Рожевий лишай
Рожевий лишай, або рожевий лишай Жибера (лат. Pityriasis rosea), — інфекційно-алергічне захворювання шкіри, що характеризується плямистими висипаннями. Середній час перебігу хвороби — від 4 до 6 тижнів, в рідкісних випадках — до півроку.
Існує думка, що дана інфекція заразна, але це судження помилково. Хворіють рожевим люди в основному від 10 до 35 років; розвитку хвороби сприяє застуда і зниження імунітету.

## Перебіг хвороби
Лишай рожевий — захворювання шкіри з групи інфекційних еритем.

### Етіологія, патогенез
Збудник рожевого лишаю точно не відомий (є припущення, що це може бути будь-яке пошкодження зовнішнього покриву шкіри). Є думка, що рожевий лишай викликається герпесвІрусом 7 типу і, рідше, 6 типу, про що свідчать факти їх виявлення в активній формі під час ранньої стадії захворювання. Найбільш поширена думка, що захворювання часто з'являється після перенесених застудних інфекцій. Спалахи захворювання відзначаються у людей обох статей у віці від 10 до 55 років, найчастіше навесні і восени, в той час, коли імунітет ослаблений. Характерні циклічність і безрецидивність, мабуть, обумовлені розвитком імунітету.

### Клінічна картина
Хвороба починається (зазвичай на тлі або незабаром після застудного захворювання) з появи на шкірі тулуба одиничної папули рожевого кольору діаметром 2 см і більше (так звана материнська бляшка), центральна частина якої поступово набуває жовтуватого відтінку, як би зморщується і починає злегка лущитися. Зазвичай через кілька днів після появи материнської бляшки на шкірі тулуба і кінцівок виникають множинні дрібні овальні рожеві плями діаметром 0,5—1 см, розташовані по лініях Лангера. Поступово в центрі плям виявляються ледь помітні сухі складчасті лусочки, а по периферії — вільна від лусочок краю облямівка.

## Лікування
Захворювання зазвичай проходить самостійно. У період початку вторинних висипань не рекомендовано тертя і тиск елементів, щоб уникнути появи подразненої форми рожевого лишаю. Для лікування застосовують лінімент цинковий, наносячи його на шкіру (на всю поверхню тіла) 2 рази на день. На першому тижні не можна купатися, бо це призводить до поширення лишаю по всій поверхні тіла. Застосовують УФО по 10-15 секунд, п'ять-сім процедур.
При сильному свербінні призначаються антигістамінні препарати, місцево — низькосильні кортикостероїди (гідрокортизон) і рецептурні протисвербіжні суміші. Також приймають вітамін С. Тривалість лікування становить три тижні.